# Диоп, Худия
Худия Диоп (фр. Khoudia Diop; род. 31 декабря 1996, Сенегал) — сенегальская топ-модель и актриса; также известная как «Богиня меланина».

## Биография
Родилась в Сенегале 31 декабря 1996 года, у неё есть старшая сестра и брат.
В детстве девочку дразнили из-за её темного оттенка кожи. Она назвала себя «Богиня меланина» (намекая на цвет своей угольно-чёрной кожи), чтобы выразить гордость за свою внешность.
В пятнадцать лет она переехала в Париж, где к ней неоднократно обращались с предложением стать моделью.
В 2016 году Худия Диоп переехала в Нью-Йорк на учёбу в колледж и участвовала в кампании The Colored Girl Project, благодаря которой стала популярной в Instagram. Её первый аккаунт в Instagram назывался BlackBarbie. Будучи участником этого проекта, она за несколько дней достигла рубежа в 350 000 подписчиков, начав с нескольких сотен. В 2017 году Худия Диоп появилась в рекламной кампании французской косметической марки Make Up For Ever.